# انجمن ماشین‌سازی سلوت
 انجمن ماشین‌سازی سَلوت (روسی: Научно-производственный центр газотурбостроения «Салют») یک شرکت مستقر در مسکو، روسیه است. سلوت دارای سه کارخانه و اداره با کارخانه‌هایی بیشتر در خارج از شهر مسکو است. این شرکت یک شرکت تابعه از یونایتد انجین کورپوریشن است.